# Kurutob
A kurutob (tádzsikul: Қурутоб) jellegzetes tádzsik fogás. Gyakran fordítják kenyérsalátaként. Alapja a kurut nevű sós sajt. A sajtból golyókat gyúrnak és kiszárítják, majd meleg sós vízben áztatják tejfölszerű híg péppé vagy folyékonnyá. Bizonyos receptek abban az esetben, ha a kurut nem áll rendelkezésre, feta sajtot vagy görög joghurtot javasolnak használni.
Az alaphoz hozzáadnak még egy fatir nevű kovásztalan tésztát is: ezt lisztből, vízből, sóból és vajból gyúrják össze, majd olykor két órára is hideg helyen (hűtőben) tartják. Ezt követően vékonyan kinyújtják, csigaformába tekerik, kissé így is kinyújtják, végül kisütik (olykor pedig laponként, vékonyan sütik meg a tepsiben) és egy mély tálba apróra tépkedik. A feláztatott kurutot erre öntik rá, majd növényi olajban (esetleg vajban vagy birkazsírban) pirított újhagymával keverik össze. Ezután különféle fűszereket és zöldségeket adhatnak hozzá, többnyire ízlés szerint. Koriander, őrölt dió, bors, erőspaprika és gyógynövények kerülhetnek bele fűszerként. Nyers zöldség gyanánt pedig hagyma, újhagyma, uborka, paradicsom, sárgarépa, fokhagyma, zeller, petrezselyem, egész paprika vagy erőspaprika, retek. Nagyon ritkán tehetnek bele húst is.
A kurutobot Tádzsikisztánban mindenütt azonos módon készítik. Az ország nemzeti eledele. Jellemzően közösen fogyasztják el a tálból, tört laposkenyérdarabokkal szedve ki.

## Képek

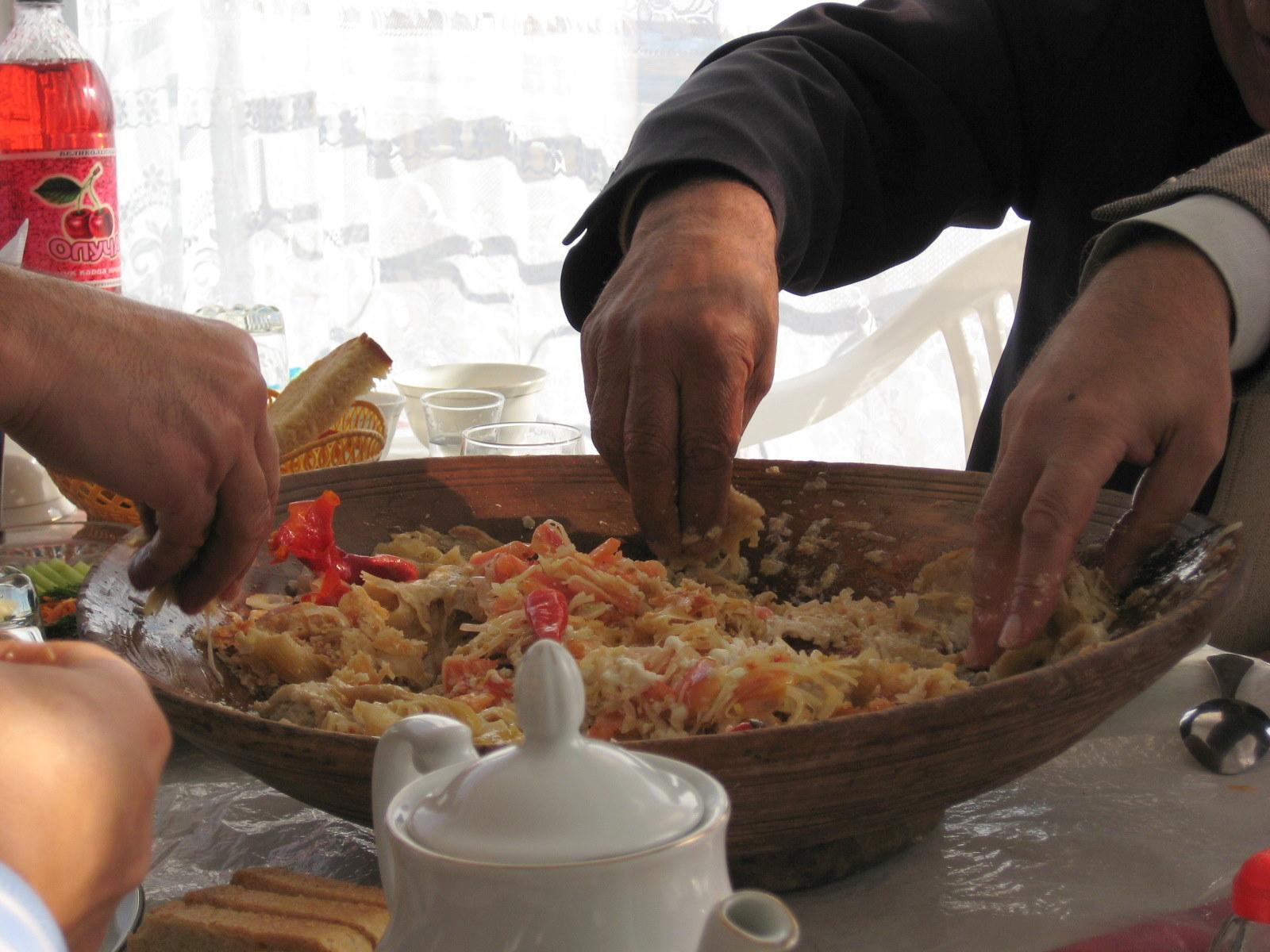
Tádzsik férfiak kurutobot falatoznak
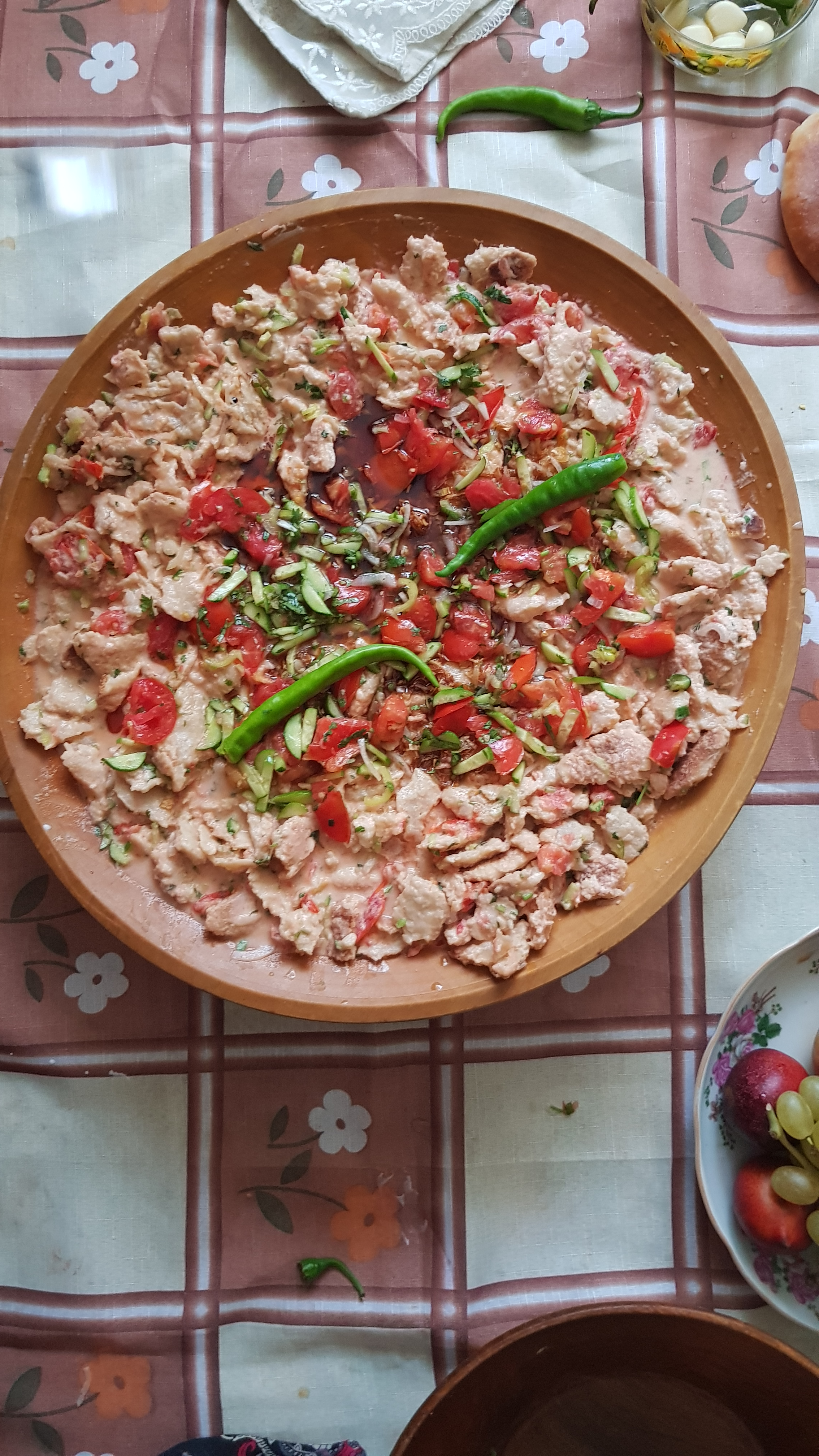
Kurutob erőspaprikával és paradicsommal
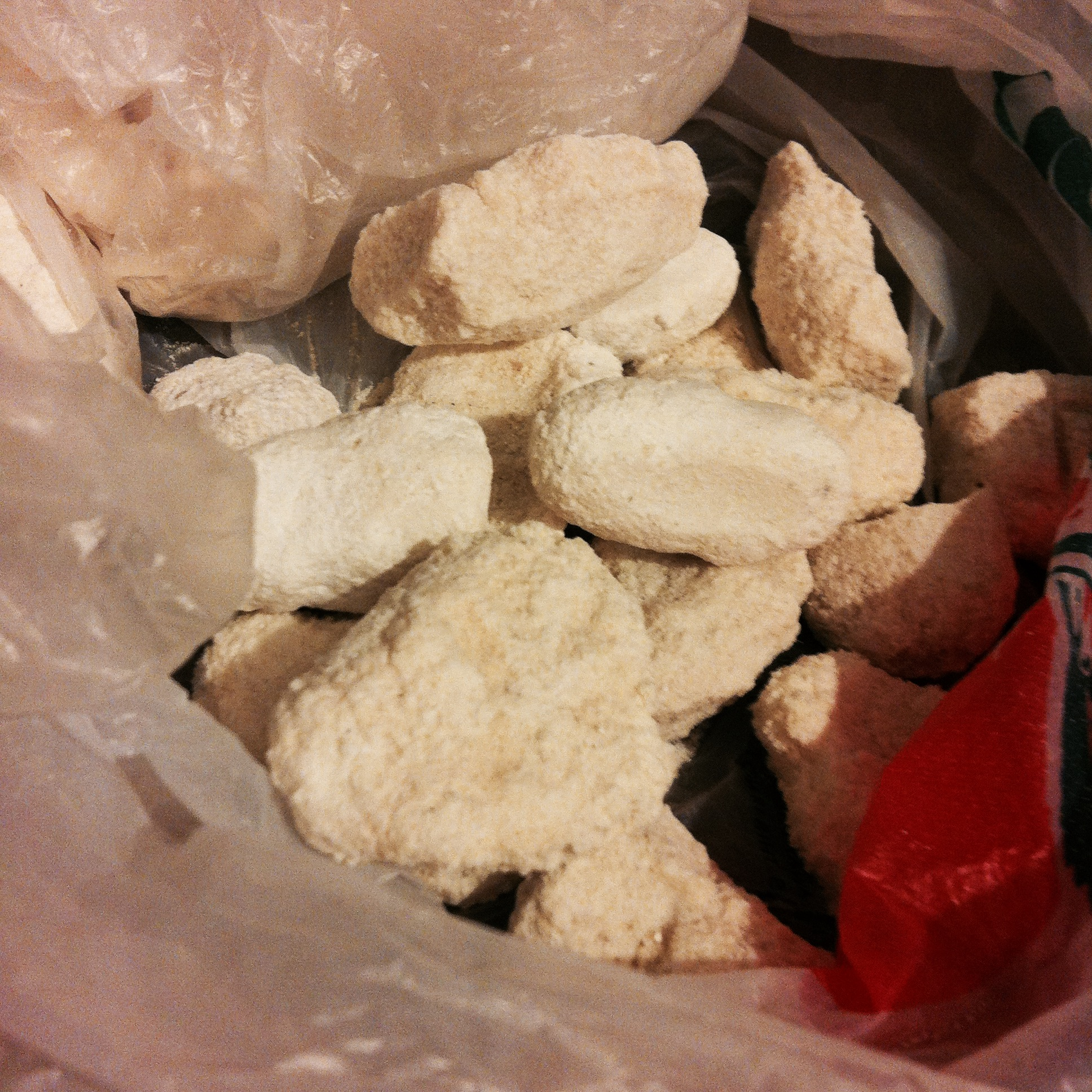
A kurut sajt, mely a kurutob alapja
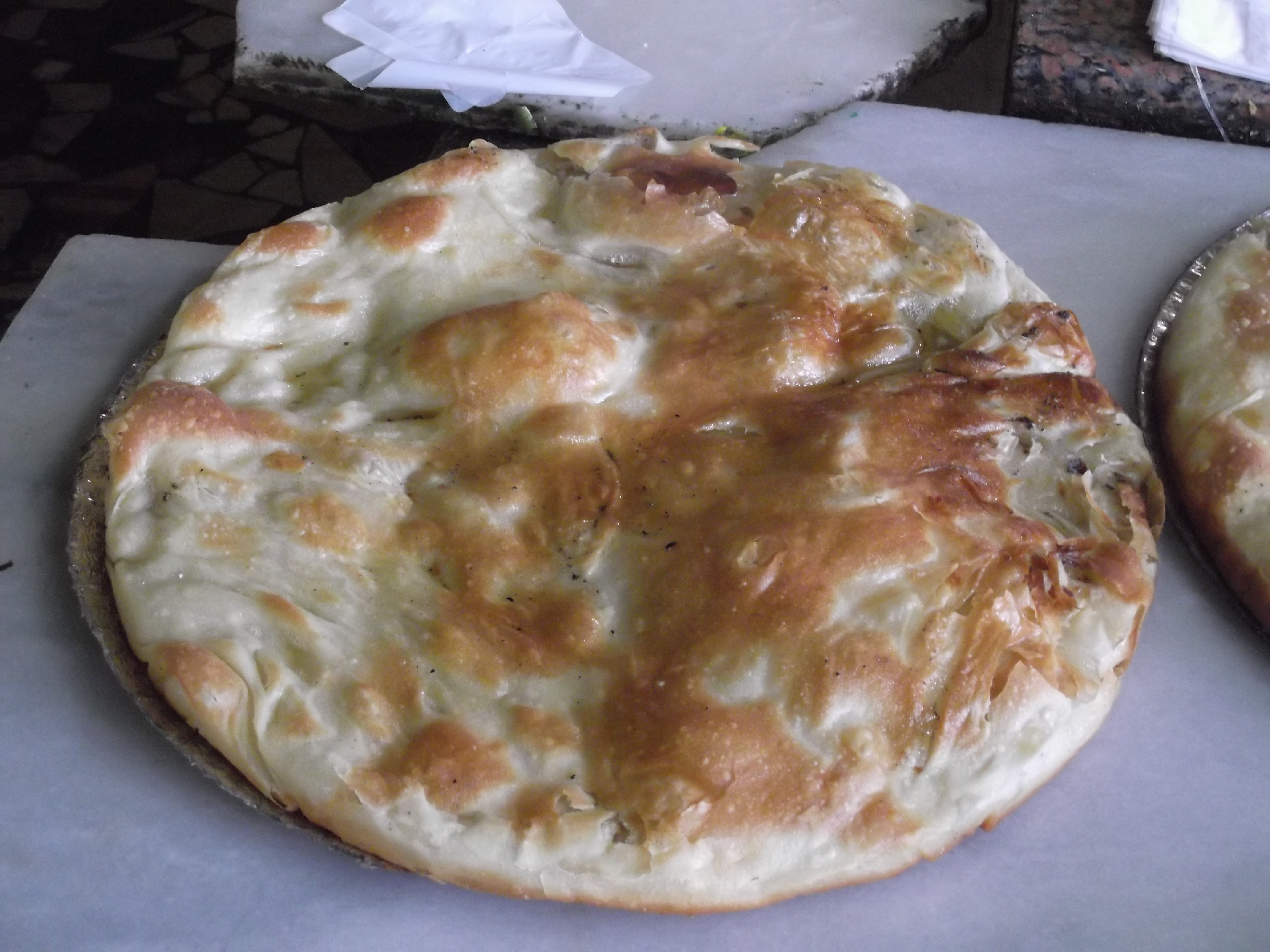
A kurutob másik fontos alapanyaga a fatir